# 红血藤
红血藤（学名：Spatholobus sinensis）为豆科密花豆属下的一个种。其种加词“sinensis”意为“中华的”。